# Giovanni Battista Sammartini
Giovanni Battista Sammartini (Milà, ca. 1701 - 15 de gener de 1775) va ser un compositor, organista, mestre de cor i mestre de música italià del barroc i del classicisme.

## Biografia
És fill de Gerolama Federici (1665-±1737), d'una nissaga de músics i d'Alexis de Saint-Martin (1661-±1724) oboista d'origen francès establerta a Milà. L'ortografia del cognom en aquesta època era variable. Tenien vuit fills, dels quals Giuseppe (1695-1750) va fer carrera a Londres i Antonio (1704-1743) eren ambdós compositors i oboistes.
Les notícies biogràfiques són escasses, i també és incerta la cronologia de les seves obres, ja que han arribat als nostres dies a través de còpies i autògrafs: les fonts són les cròniques d'autors contemporanis o poc posteriors a ell, o repertoris musicals. El primer ensenyament musical el va rebre d'Alexis de Saint-Martin. Aprengué el contrapunt per si mateix, després amb A. Bramanti, el qual era organista i mestre de capella de Sant'Ambrogio de Milà, el 1728 accedí al càrrec de mestre d'aquesta capella en succeir a Bramanti, ostentant des de llavors el títol de mestre de capella.
Va destacar en el seu període primerenc per la música religiosa (oratoris, cantates) entre els que es poden citar una ària de 1724, de l'oratori La calunnia delusa (en la qual també hi contribuí el seu germà) Giuseppe, i el 1726 l'oratori Jesús infant adorat pels pastors. Ja cèlebre i considerat per altres compositors com el més important dels autors milanesos de música sacra, el 1728 fou nomenat mestre de la capella de la congregació del Santíssim Enterrament a San Fedele, a les manifestacions del qual contribuí durant tota la seva vida com a autor i com a director, començant amb cinc cantates quaresmals el 1725. Fou molt actiu en la composició i treballà en diverses esglésies i orquestres per execucions sagrades o per a festes milaneses i de ciutats veïnes. Visqué a Milà i sense deixar aquesta ciutat assolí fama arreu d'Europa i fortuna econòmica. Després d'una primera Memet el 1732, la segona, L'ambizione superata dalla virtù, fou estrenada a Milà al Teatre Ducal el 1734, i el 1743 seguí L'Agrippina, moglie di Tiberio, estrenada al mateix teatre. De 1737 a 1741 va comptar entre els seus alumnes Christoph Willibald Gluck, que en les seves obres de joventut revelà la influència del seu mestre. El 1747 participà com a músic oficial en les festes del naixement de l'arxiduc Leopold, tercer fill de Maria Teresa I d'Àustria amb el drama La gara dei genio della Germania con quello dell'Italia (desapareguda), al que seguí Paride riconosciuto (desapareguda).
La seva pràctica simfònica s'inicià amb la creació d'una orquestra d'aficionats i amb la direcció el 1742 d'un concert a Vigevano. El 1748 dirigí una acadèmia patrocinada per Francesco Sforza Visconti. Va esdevenir cèlebre com a simfonista pels concerts trisetmanals al Castello del governador Gian Luca Pallavicini. S'oficialitzà la tal orquestra amb la fundació patrocinada per ell de l'Acadèmia Filharmònica l'abril de 1758, amb un conjunt de 60 integrants i Boccherini com a primer violoncel. El 1765 Sammartini participà en grans concerts a Pavia i Cremona en honor de Leopold d'Habsburg. Consolidà la seva fama de compositor de música sacra en els festejos de 1751 realitzats per a commemorar el trasllat de les despulles de sant Carles Borromeo a la catedral. De 1761 a 1770 fou mestre de capella de set esglésies de Milà; de 1760 endavant fou organista i des de 1768, mestre de la capella ducal de "San Gottardo".
La seva fama a l'estranger fou testimoniada per Giuseppe Carpani i per les col·leccions de música recollides per diverses corts hongareses, com en les dels comtes Pálffy, Schónborn, Mortzin, Esterházy (aquest contractà amb Sammartini l'enviament de dues composicions mensuals); en aquestes esferes conegué i tractà Haydn. Més tard, aquest músic negà que Sammartini tingués influència en la seva obra i el tatxà, junt altres músics, malèvolament de Schmierer (escriptorets). Però J. Mysliveček, vers el 1780, en escoltar algunes simfonies de Sammartini, sembla que exclamà que «havia trobat el pare de l'estil de Haydn». Els Mozart pare i fill, el conegueren el 1770, i Leopold restà orgullós de la seva amistat.

## Decés de Sammartini
Les honres fúnebres, el 1775, foren esplèndides, amb imponent acompanyament de música pel gremi dels músics. Personalitat fecunda i genial, Sammartini formà alumnes directes i indirectes, des de Boccherini a d'altres de menor importància, envers el 1730, de l'escola de simfonistes milanesos, des de Gluck, J. Ch. Bach, Haydn i Mozart i els grans simfonistes austro-alemanys.

## Producció i anàlisi
Entre la seva producció destaca la simfònica per importància i quantitat. Les seves simfonies constitueixen el prototipus de la música simfònica moderna (aproximadament 78 autèntiques, algunes més atribuïdes a ell o desaparegudes). Algunes en tres moviments, altres en dos, altres (des de 1750), també en quatre. El primer temps s'adequa a l'esquema de la sonata, amb llargs i complexos desenvolupaments, en un conjunt que va des de la utilització de cordes en les primeres simfonies fins emprà dos corns, inclús dos oboès en les obres de maduresa.
El seu estil ve del barroc i s'aciença en el clàssic amb el desenvolupament de totes les parts instrumentals, originals temàticament i de rics contrasts, evolucionades harmònicament, sense oblidar l'escriptura del contrapunt. Les seves simfonies són expressives i dúctils, intenses en la melodia i plenes de lirisme en els temps lents, àgils, vives i d'àmplia dinàmica. La seva originalitat en aquest sentit, destacada de la simfonia d'òpera del segle xviii i enquadrada en estructures i contingut orgànicament autònom, distinta de l'escola de Mannheim, fou analitzada, sobretot, en els estudis de Fausto Torrefranca i G. de Saint-Foix. Caràcters semblants als de les simfonies mostren els Concerti grossi, els Concertini per a diversos instruments. Molt abundant és la seva producció d'obres de cambra: Sonate a tre o a quattro per a dos violins i baix continu, o flauta; solos, sonates i duetti per a violí, flauta i clavicordi. A més, va compondre misses, cantates, kyries i altres pàgines de música sacra. Algunes de les seves composicions foren atribuïdes al seu germà Giuseppe i a altres compositors.

## Obres
- Òperes: Memet, drama en tres actes.
- Sonates; per a orgue, violoncel, violí, flauta, flauta dolça, trio sonates.
- Concerts: per a violoncel i piccolo, per a flauta, per a violí.
- Simfonies: més de setanta